# 최종귀
최종귀(崔鍾貴, 1952년 4월 19일 ~ , 전라남도 나주시)은 대한민국의 제5대 인천광역시의원이다.

## 학력
- 5년제 한국방송통신대학교 경제학과 학사 졸업

### 비학위 수료
- 연세대학교 산업대학원 건축학과 공학 석사 졸업

## 경력
- 인천광역시 교육청 20년 근무
- 새마을운동 부평구지회 지회장
- 민주평화통일자문회의 부평구 협의회 부회장
- 인천광역시 사격연맹 회장
- 인천광역시 건설협회 간사
- 인천광역시 호남향우회 회장
- 연세대학교 총동문회 상임이사
- 무궁화포럼 이사
- 엠지개발주식회사 회장
- 2006.07 ~ 2007.09 제5대 인천광역시의회 의원
- 2015 인천광역시의회 후보
- 새누리당 인천시당 부위원장
- 자유한국당 인천시당 부평구 을 당원협의회 자문위원

## 수상
- 대통령 표창
- 국무총리 표창

## 역대 선거 결과
|  | 55.43% |

|  | 5.48% |